# Get on Up
Get on Up is een biografische film uit 2014 over het leven van zanger James Brown onder een regie van Tate Taylor. Het script werd geschreven door Jez en John-Henry Butterworth. Hoofdrollen worden gespeeld door Chadwick Boseman, Nelsan Ellis, Dan Aykroyd, Viola Davis, Craig Robinson en Octavia Spencer.

## Verhaal
Het verhaal wordt asynchroon verteld waarbij de vierde muur meermaals wordt doorbroken. 
De film start in 1993 waar James Brown in een donkere gang loopt waarbij men op de achtergrond het publiek zijn naam hoort roepen. Vervolgens gaat het verhaal naar 1988. In het dorpje Augusta (Georgia) heeft James een winkelcentrum. Nadat hij verneemt dat zonet een dame zijn privé-toilet heeft gebruikt zonder zijn toestemming, stapt hij met een geweer het winkelcentrum in en bedreigt hij de aanwezigen en meer bepaald de vrouw in kwestie. Daarbij laat hij een schot en vlucht hij voor de politie.
In de jaren 1960 gaan James en zijn band naar Vietnam om een optreden te geven voor de zwarte Amerikaanse soldaten. In 1939 wonen James en zijn ouders Susie en Joe ergens in een woud. Het huwelijk bestaat voornamelijk uit financiële problemen en fysiek geweld. 
Later wordt James lid van de zanggroep The Famous Flames dewelke werd opgericht door Bobby Byrd. James werd lid van de groep nadat deze moest optreden in de gevangenis. James zat daar omdat hij op zeventienjarige leeftijd een driedelig pak had gestolen uit een wagen. Hij werd als een volwassene berecht en moest voor jaren de gevangenis in. Hij kon enkel op borg vrijkomen wanneer hij een vast adres en werk had. Tijdens het optreden in de gevangenis kwam het tot een gevecht tussen de gevangenen, waarbij James en Bobby lichtgewond geraakten. Op de medische dienst hoorde Bobby James zingen en was hij van mening dat James een natuurtalent was. Bobby kon zijn ouders overtuigen om James in huis te nemen en aangezien James lid werd van deze professionele band had hij ook vast werk.
In 1964 heeft The Famous Flames een optreden in The T.A.M.I. Show. De regisseur beslist op het laatste moment dat niet zij, maar wel de in Amerika onbekende groep The Rolling Stones de eindact is. James verwelkomt hen op cynische manier bij het verlaten van het podium.
Terug in zijn kinderjaren beslist zijn moeder Susie om haar man te verlaten. Ze wil James meenemen, maar zijn vader houdt haar onder schot waardoor ze uiteindelijk alleen vertrekt. James wordt door zijn vader misbruikt tot wanneer laatstgenoemde beslist om beroepsmilitair te worden. James wordt opgevangen door zijn tante Honey die een bordeel uitbaat. Daar maakt hij kennis met de kerk en gospelmuziek.
The Famous Flames gaan kijken naar een optreden van Little Richard in een of ander café. Wanneer Richard pauze neemt, wagen The Famous Flames hun kans en betreden het podium om hun versie van Caldonia te brengen. Richard is verrast door de stem van James. James bezoekt Richard op zijn werk - hij blijkt in een hamburgertent te werken. Daar hebben ze een discussie over het feit dat ze muziek willen maken voor de zwarten en niet voor "de blanke duivels". Richard geeft hem een lijst van invloedrijke personen in de muziekwereld. In een flashback is te zien dat James als kind tezamen met andere zwarte kinderen verplicht werd om deel te nemen aan een bokswedstrijd op een hautain feest van blanken. Geïnspireerd door de funk-muziekband won hij de wedstrijd.
In de jaren 1950 ontmoeten James en Bobby Ralph Bass die werkt voor King Records. Via hem kunnen The Famous Flames onder het label Federal Records hun eerste plaat uitbrengen Please, Please, Please. De directeur van King Records, Syd Nathan, is in eerste instantie allesbehalve enthousiast over het nummer. Ralph overtuigt hem dat het niet over de tekst gaat, maar wel over de stem van James. Ben wordt de manager van de groep en aanziet James als de enige, echte stem van de groep. Vandaar dat de plaat uitkomt onder de naam "James Brown and His Famous Flames". De muzikanten - op Bobby na - geven daarop unaniem hun ontslag. James en Bobby vormen een nieuwe band met Maceo Parker, Pee Wee Ellis, Nafloyd Scott en Baby Roy. James kan Ralph overtuigen om een live optreden op plaat op te nemen in het Apollo Theatre. Na de voorstelling blijkt James zijn moeder aanwezig te zijn. In een flashback is te zien dat James als kind zijn moeder nog eenmalig ontmoette in het bijzijn van en soldaat. Daar beweerde zij dat ze James niet kende.
James trouwt met Velma en ze krijgen een kind: Teddy Brown. Later scheidt hij van haar om te hertrouwen met Dee-Dee. Dee-Dee en James delen in de kerstperiode pommes d'amour uit. Daar slaat hij Dee-Dee omdat ze volgens hem een te gewaagde outfit draagt waardoor andere mannen naar haar loeren. James is nog steeds van mening dat hij enkel muziek moet maken voor de zwarte gemeenschap. Daarom neemt hij met een kinderkoor het lied Say It Loud - I'm Black and I'm Proud op. Wanneer Martin Luther King Jr. wordt vermoord, beslist de burgemeester van Boston om hun concert in Boston Garden te annuleren uit vrees voor rellen. James is het niet eens en belt de burgemeester op. James overtuigt hem door te zeggen dat wanneer het optreden wordt afgelast, de zwarte gemeenschap van Boston zeker in opstand zal komen waardoor er rellen starten. Tijdens het optreden geraakt de sfeer overhit en dreigt een inferno uit te breken nadat meerdere toeschouwers het podium willen beklimmen en de beveiliging dit niet meer in de hand heeft. James is in staat om het publiek te overtuigen rustig te blijven en zeker geen rellen te veroorzaken omdat dat net hetgeen is waar de blanke gemeenschap op zit te wachten.
Naarmate zijn succes groeit, wordt James excentrieker en krijgt hij capsones. Hij behandelt zijn bandleden slecht, legt financiële sancties op wanneer men hem ongewild stoort of wanneer iemand de repetitie onderbreekt, … Daarnaast staat hij ook niet open voor de muzikale mening van anderen. De bandleden zijn dit beu ook omdat ze al enkele weken niet werden uitbetaald, wellicht omdat de belastingdienst een onderzoek heeft opgestart naar de geldstromen tussen zijn verschillende bedrijven. Maceo confronteert James hiermee en ook met het feit dat ze zelfs op hun vrije dagen verplicht worden om te repeteren. James wimpelt de klacht weg waarop iedereen - behalve Bobby - alweer unaniem hun ontslag geeft. 
Nadat Ben tijdens een golfwedstrijd overlijdt ten gevolge van een hartaanval, wordt hij door James begraven. Bobby laat vallen dat hij eens als leadzanger wil zingen in een groep, iets wat bij James in het verkeerde keelgat schiet. James zegt daarop dat Bobby in tegenstelling tot diens vrouw Vicky Anderson daar niet het talent voor heeft. Bobby keert daarop James de rug toe met de opmerking dat niemand iets inzit met het welzijn van James en dat James al jaren eenzaam is en geen echte vrienden heeft. Met dit gezegd te hebben, verlaat ook Bobby de groep. 
De film keert dan terug naar de coulissen van het Apollo Theatre waar Susie een gesprek heeft met haar zoon. Ze zegt hem dat ze geen goede moeder was omdat ze niet wist hoe ze een moeder moest zijn. Ze zegt dat ze nog steeds van James houdt. Hij is van mening dat haar bezoek een ander motief heeft waarop hij haar 100 Amerikaanse dollar geeft en wegstuurt. Desondanks is James toch emotioneel geraakt en vraagt hij Bobby om er voor te zorgen dat zij voor de rest van haar leven de nodige zorgen krijgt. In 1973 verneemt James dat zijn zoon Teddy is overleden tijdens een auto-ongeluk.
De film verspringt dan terug naar 1988 waar hij het geweerschot losliet in het winkelcentrum. James vlucht met zijn wagen en wordt achtervolgd door de politie die hem uiteindelijk kan doen stoppen. Hij wordt opgesloten tot 1991.
James ontmoet Bobby in 1993 en geeft hem tickets voor zijn optreden die avond. De film verspringt dan terug naar het begin waar Brown in een donkere gang loopt en het publiek zijn naam roept. Daar krijgt hij herinneringen over zijn leven. Op het podium onderbreekt hij zijn eerste nummer en gaat vervolgens verder met "Try Me (I Need You)" waarbij Bobby en Vicky in tranen uitbarsten.
In de aftiteling wordt vermeld dat James Brown aanschouwd wordt als een van de grootste muzikanten aller tijden. Zijn samples zijn de meest gebruikte door andere artiesten. Zijn carrière startte in de jaren 1970 en eindigde op kerstdag 2006, toen hij overleed. Daarna start een collage van foto's uit het echte leven van James Brown.

## Historische fouten
De film bevat enkele historische fouten waaronder:
- Het vliegtuig waarmee James naar Vietnam reisde, stond niet in brand tijdens de landing.
- De reden van het optreden in Vietnam was niet om de zwarte soldaten een hart onder de riem te steken, maar om de gemoederen tussen de zwarte en witte Amerikaanse soldaten te bedaren. Vandaar dat de muziekgroep ook een mix was van zwarten en blanken.
- Susie verliet John omdat hij dreigde haar uit het raam te gooien. Ze werd niet onder schot gehouden.
- James werd inderdaad opgevangen bij zijn tante, maar zij was niet zo vredelievend als in de film voorgesteld. Ook zij mishandelde Brown.
- James werd naar de gevangenis gestuurd omwille van meerdere diefstallen.
- The Gospel Starlighters traden inderdaad op in de gevangenis, maar een eerste ontmoeting vond pas plaats toen de laagdrempelige gevangenis een basketbalwedstrijd organiseerde en Byrd in de tegenploeg stond.
- Byrds zus Sarah was lid van The Gospel Starlighters. In de film is zij dat niet.
- Brown saboteerde het succes van Byrd door radiostations op te bellen en te vragen Brown's platen te draaien en niet die van Byrd.
- De groep trad inderdaad onverwacht op tijdens een optreden van Little Richard, maar in tegenstelling tot de film hadden ze wel zijn goedkeuring om een lied te brengen tijdens de pauze.
- Ralph Bass vond James Brown in een kapperszaak en niet in een wegrestaurant.
- In de film nemen The Famous Flames - op Byrd na - collectief ontslag wanneer Ben Bart de nieuwe groespnaam aankondigt. In werkelijkheid namen sommige muzikanten een voor een (en niet unaniem) pas ontslag nadat de plaat effectief was uitgebracht met de vermelding "James Brown with the Famous Flames". Zij werden van deze naam niet vooraf ingelicht.
- In de film overtuigt Brown de burgemeester van Boston om hun optreden te laten doorgaan omdat er anders rellen zouden uitbreken. In werkelijkheid weigerde Brown het podium te betreden uit vrees voor rellen en een aanslag op zijn leven. Pas nadat hij een extra som geld kreeg van de burgemeester, ging hij uiteindelijk het podium op.
- Susie zocht haar zoon James niet op in het Apollo Theatre. In realiteit ging zijn toenmalige vrouw Susie op zoek naar haar en vond haar in Brooklyn.
- Brown trouwde vier keer, in de film slechts twee keer.

## Rolverdeling
| Acteur                  | Personage                   |
| ----------------------- | --------------------------- |
| Chadwick Boseman        | James Brown                 |
| Jamarion Scott          | jonge James Brown           |
| Jordan Scott            | jonge James Brown           |
| Nelsan Ellis            | Bobby Byrd                  |
| Dan Aykroyd             | Ben Bart                    |
| Viola Davis             | Susie Brown                 |
| Lennie James            | Joseph "Joe" Brown          |
| Fred Melamed            | Syd Nathan                  |
| Jamal Batiste           | John "Jabo" Starks          |
| Craig Robinson          | Maceo Parker                |
| Jill Scott              | Deidre "Dee-Dee" Jenkins    |
| Octavia Spencer         | Aunt Honey Washington       |
| Josh Hopkins            | Ralph Bass                  |
| Brandon Mychal Smith    | Little Richard              |
| Tika Sumpter            | Yvonne Fair                 |
| Aunjanue Ellis          | Vicki Anderson              |
| Black Thought           | Pee Wee Ellis               |
| Aloe Blacc              | Nafloyd Scott               |
| Keith Robinson          | Baby Roy                    |
| Nick Eversman           | Mick Jagger                 |
| J. D. Evermore          | presentator                 |
| Ahna O'Reilly           | reporter                    |
| James DuMont            | korporaal Dooley            |
| Stacey Scowley          | Penelope White              |
| Liz Mikel               | Gertrude Sanders            |
| Aaron Jay Rome          | Frankie Avalon              |
| Clyde Jones             | Daddy Grace                 |
| Joe T. Blankenship      | Alan Leeds                  |
| Michael Papajohn        | agent                       |
| Kirk Bovill             | presentator                 |
| Aakomon Jones           | Bobby Bennett               |
| John Benjamin Hickey    | Richard                     |
| Allison Janney          | Kathy                       |
| Jamell Richardson       | Jimmy Nolen                 |
| Justin Hall             | Bootsy Collins              |
| David Carzell           | Catfish Collins             |
| Jason Davis             | Burgemeester Kevin White    |
| Billy Slaughter         | zwembadreparateur           |
| Charles R. Rooney       | President Lyndon B. Johnson |
| Phyllis Montana-Leblanc | Mrs. Byrd                   |